# Duigougang (köpinghuvudort i Kina, Jiangsu Sheng, lat 34,42, long 119,78)
Duigougang är en köpinghuvudort i Kina. Den ligger i provinsen Jiangsu, i den östra delen av landet, omkring 280 kilometer norr om provinshuvudstaden Nanjing. Antalet invånare är 38 132. Befolkningen består av 17 544 kvinnor och 20 588 män. Barn under 15 år utgör 19,0 %, vuxna 15-64 år 72 %, och äldre över 65 år 7,0 %.
Runt Duigougang är det tätbefolkat, med 493 invånare per kvadratkilometer. Närmaste större samhälle är Chenjiagang, 4,9 km sydost om Duigougang. Trakten runt Duigougang består till största delen av jordbruksmark.
Genomsnittlig årsnederbörd är 1 055 millimeter. Den regnigaste månaden är juli, med i genomsnitt 294 mm nederbörd, och den torraste är januari, med 14 mm nederbörd.